# Aberdale
Die Aberdale ist ein 1947 in Großbritannien vorgestelltes Motorrad, welches einen 98-cm³-Villiers-Zweitaktmotor und eine Kupplung, wenn auch keine Gangschaltung hatte. Zusätzlich gab es eine Version mit einem 123-cm³-Villiers. Sie wurden auch mit deutschen Sachs-Zweitaktmotoren ausgerüstet. Das Herstellerunternehmen bestand bis Mitte 1959, als es zum Schluss von dem Unternehmen Brown übernommen wurde. Der Name des Motorrads blieb jedoch für einige Zeit.